# Gerhard Kegel (Diplomat)

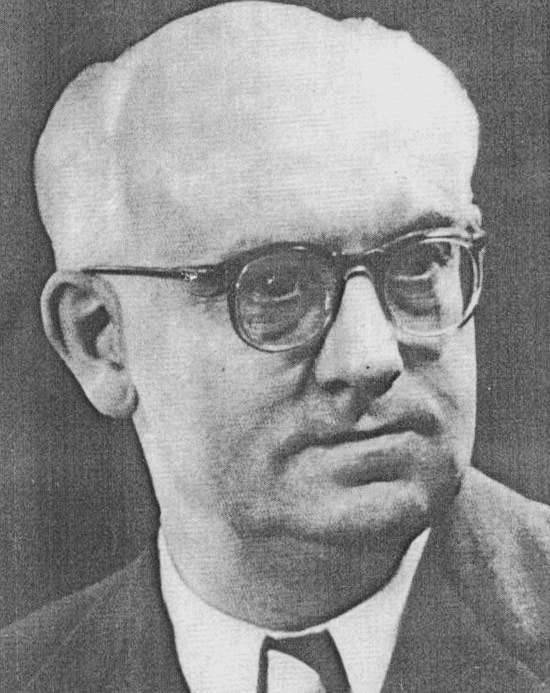
Gerhard Kegel

Gerhard Kegel (* 16. November 1907 in Preußisch-Herby, Landkreis Lublinitz, Oberschlesien; † 16. November 1989 in Berlin) war ein Kandidat des ZK der SED und Diplomat der DDR.

## Leben

### Studium, Journalismus, KPD
Kegel wurde geboren als Sohn eines Eisenbahners. Nach dem Besuch von Oberrealschulen in Kattowitz, Oppeln und Breslau machte er 1926 Abitur und absolvierte anschließend eine Lehre als Bankkaufmann. Von 1928 bis 1931 studierte er Rechtswissenschaften und war in dieser Zeit Mitbegründer der Sozialistischen Studentenschaft an der Universität Breslau.
Von 1931 bis 1932 war Kegel als Gerichtsreferendar am Amtsgericht in Bolkenhain tätig und absolvierte parallel dazu eine journalistische Ausbildung bei den Breslauer Neuesten Nachrichten, für die er von 1932 bis 1935 als freiberuflicher Auslandskorrespondent arbeitete.
Etwa in diesem Zeitraum bekam er Kontakt mit Rudolf Herrnstadt und wurde im November 1931 Mitglied der KPD. 1932 war er in der KPD-Kreisleitung Breslau tätig.

### Zeit des Nationalsozialismus
Im Oktober 1933 ging Kegel zusammen mit Lothar Bolz nach Warschau. Neben seiner Tätigkeit als freiberuflicher Auslandskorrespondent wurde Kegel mit dem Decknamen Kurt Agent des sowjetischen Militär-Nachrichtendienstes GRU.
Kegel trat zum 1. Mai 1934 zur Tarnung für seine Agententätigkeit für die GRU in die NSDAP ein (Mitgliedsnummer 3.453.917). Von 1935 bis 1939 war Kegel Hilfswissenschaftler der handelspolitischen Abteilung der deutschen Botschaft in Warschau und von 1939 bis 1941 stellvertretender Leiter der handelspolitischen Abteilung der deutschen Botschaft in Moskau. 
Von 1941 bis 1943 arbeitete Kegel im Außenministerium, wo er mit Ilse Stöbe und Rudolf von Scheliha in Verbindung stand. 1941 wurde er durch Adolf Hitler zum Legationssekretär im Auswärtigen Amt befördert. Laut Simon Wiesenthal, dem Leiter des Jüdischen Dokumentationszentrums in Wien, hat Kegel für die Gestapo gearbeitet. 1943 wurde er als Unteroffizier und Dolmetscher zur Wehrmacht eingezogen. 1945 desertierte er zur Roten Armee. Von Januar bis März 1945 war er in sowjetischer Kriegsgefangenschaft in Polen und in Moskau in der Lubjanka inhaftiert. Danach war er für das Nationalkomitee Freies Deutschland tätig.

### Laufbahn in der DDR
Im Juni 1945 kehrte Kegel nach Berlin zurück und war bis 1949 stellvertretender Chefredakteur der Berliner Zeitung und ab April 1949 als Nachfolger von Rudolf Herrnstadt Chefredakteur und Leiter des Berliner Verlags. 1949 war Kegel kurzzeitig auch persönlicher Referent von Wilhelm Pieck.

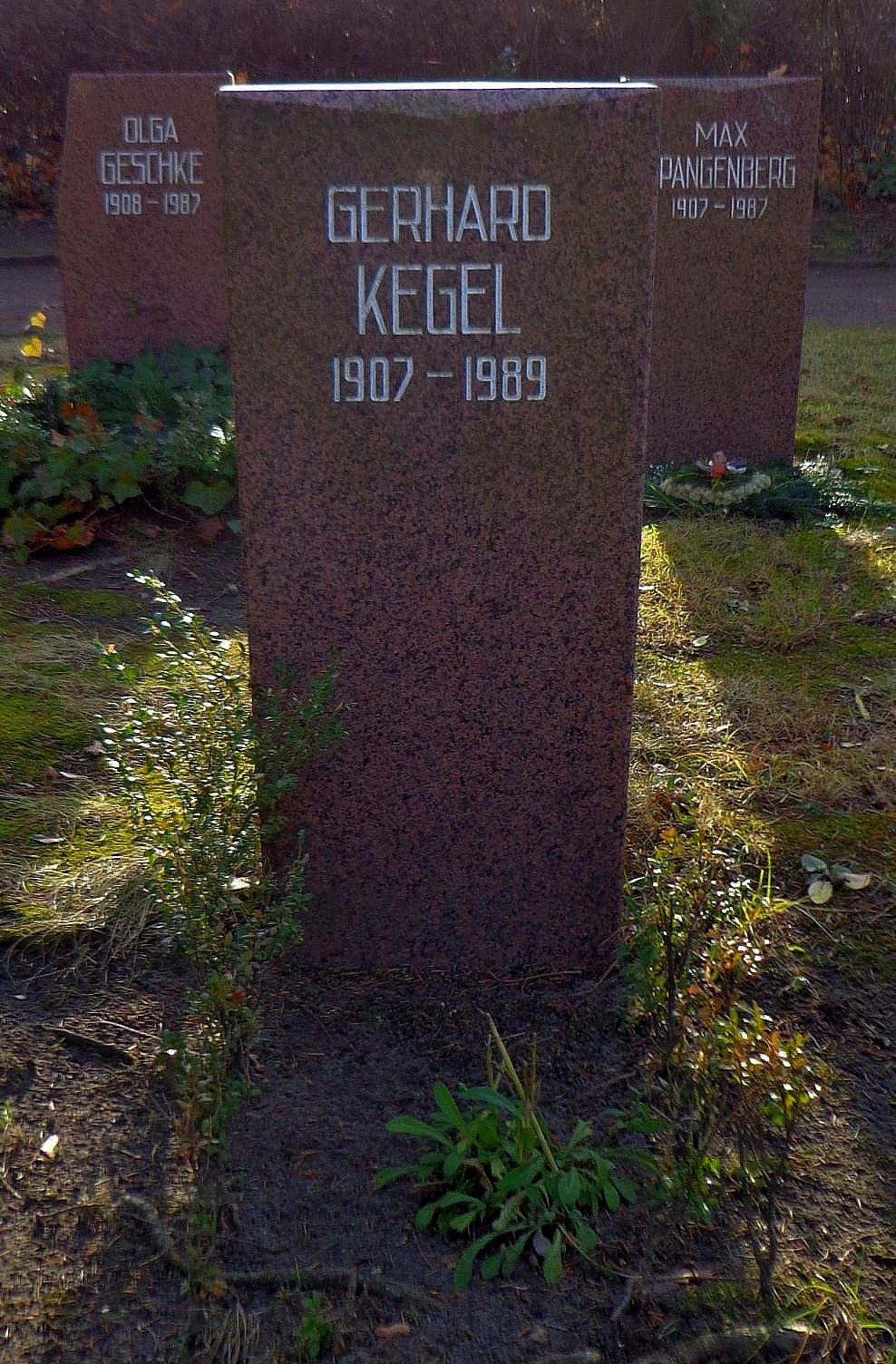
Grabstätte

1946 wurde er Mitglied der SED. Von 1949 bis 1950 hatte er die Funktion des Amtsleiters im Ministerium für Auswärtige Angelegenheiten der DDR in der Hauptabteilung Politische Angelegenheiten.
1950 bis 1951 war er stellvertretender Chefredakteur des SED-Zentralorgans Neues Deutschland, von 1951 bis 1954 Direktor des Verlags „Die Wirtschaft“ und Chefredakteur der gleichnamigen Zeitschrift. 
Von 1955 bis 1972 war Kegel als leitender Mitarbeiter im ZK der SED für den Bereich Außenpolitik zuständig und außenpolitischer Berater von Walter Ulbricht. 1959 nahm er als Gesandter an der Genfer Außenministerkonferenz der Großmächte teil. 
1967 bis 1971 war er Kandidat des ZK der SED, 1973 bis 1976 Botschafter und Leiter der Ständigen Vertretung der DDR bei der UNO in Genf.
Kegels Urne wurde in der Grabanlage Pergolenweg des Berliner Zentralfriedhofs Friedrichsfelde beigesetzt.  Er war die letzte Person, welcher vom Politbüro des ZK der SED dort eine Grabstätte zuerkannt wurde.

## Auszeichnungen
- 1985 Medaille „40. Jahrestag des Sieges im Großen Vaterländischen Krieg 1941–1945“[4]

## Schriften
- Notizen von einer großen Reise. Berlin 1964.
- Ein Vierteljahrhundert danach. Berlin 1970.
- In den Stürmen unseres Jahrhunderts. Berlin 1984.